# Atlantisk orkan

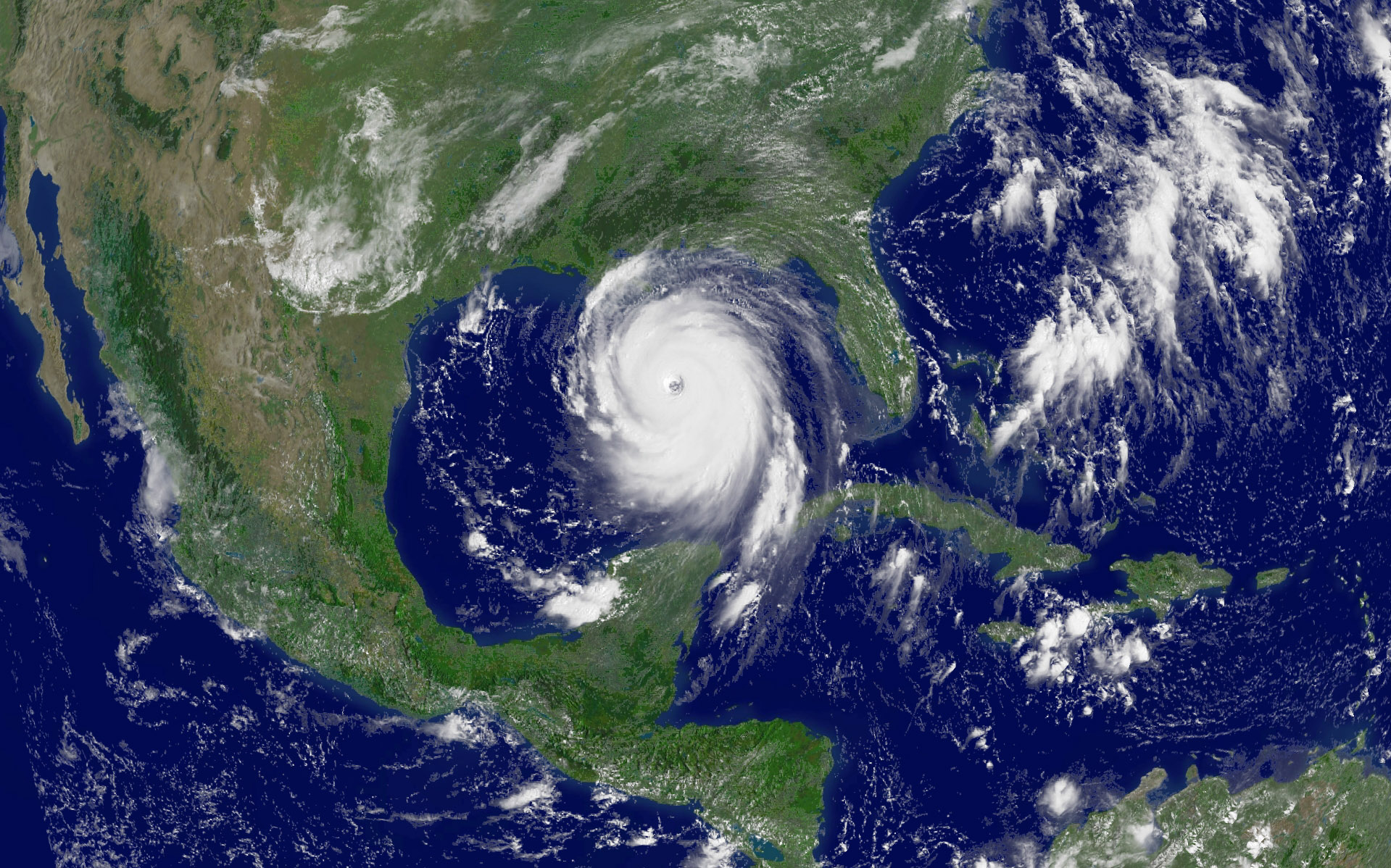
Orkanen Katrina den 28 augusti 2005

En Atlantisk orkan är en tropisk cyklon som bildas i Atlanten under sommaren eller hösten. När vindstyrkan uppgår till 12 på Beaufortskalan (motsvarande 64 knop eller 118 km/h) kallas stormen för orkan. Orkaner inträffar vanligen mellan maj och december. För att tropiska orkaner ska bildas fordras att vattentemperaturen är minst 26,5 °C.

## Benämningar

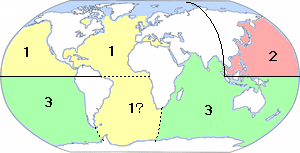
namn på Tropisk cyklon: 1) Atlantisk orkan 2) Tyfon 3) Cyklon

Orkaner benämns olika i skilda regioner, men är samma fenomen: Hurricane eller Atlantisk orkan i Atlanten och på USA:s västkust till datumlinjen, tyfon öster om Kina till datumlinjen, Cyklon i Stilla havet och Indiska oceanen.

## Atlantiska orkaner med flest dödsfall
| # | Orkan                    | År   | Dödsfall        |
| - | ------------------------ | ---- | --------------- |
| 1 | Orkanen Mitch            | 1998 | 11 000 – 18 000 |
| 2 | Orkanen Galveston        | 1900 | 6 000 – 12 000  |
| 3 | Fifi Hurricane           | 1974 | 8 000 – 10 000  |
| 4 | San Zenon Hurricane      | 1930 | 2 000 – 8 000   |
| 5 | Orkanen Flora            | 1963 | 7 186 – 8 000   |
| 6 | Pointe-à-Pitre Hurricane | 1776 | 6 000+          |
| 7 | Newfoundland Hurricane   | 1775 | 4 000 – 4 163   |
| 8 | Okeechobee Hurricane     | 1928 | 3 375 – 3 433   |
| 9 | San Siriaco Hurricane    | 1899 | 3 064 – 3 433   |